# Otto Eberhardt
Otto Eberhardt (* 8. Juni 1890 in Halle (Saale); † 31. Januar 1939 bei Bitterfeld) war ein deutscher Wirtschaftsfunktionär, NSDAP-Gauwirtschaftsberater und Wehrwirtschaftsführer.

## Leben
Eberhardt war Bergwerksdirektor der A. Riebeck’sche Montanwerke in Halle. 1928 wurde er Bergwerksdirektor einer Montanwachsfabrik in Karlsbad. Zum 1. Januar 1932 trat er der NSDAP bei (Mitgliedsnummer 868.934), wo er als Amtsleiter für Wirtschaft der Thüringer Gauleitung fungierte. Danach wurde er am 28. August 1934 um Ministerialrat und Leiter der Vertretung Thüringens in Berlin ernannt.
Von Reichskanzler Adolf Hitler wurde Eberhardt 1936 zum Thüringischen Staatsrat ernannt, 1937 zum SS-Sturmbannführer und dann zum Obersturmbannführer befördert.
Am 30. Januar 1938 wurde er zum Wehrwirtschaftsführer berufen. Nach der Annexion Österreichs überprüfte er  die dortigen Antimon- und Manganvorkommen auf ihre Verwendbarkeit in der thüringischen Rüstungsindustrie. Als „Arisierungsbeauftragter“ spielte er von 1938 an eine wichtige Rolle bei der „Arisierung“ genannten organisierten Ausplünderung jüdischer Unternehmer in Thüringen. Aufgrund ihrer gemeinsamen Kriegsgefangenschaft in Frankreich während des Ersten Weltkriegs war Eberhardt eng mit dem späteren NSDAP-Gauleiter Fritz Sauckel sowie dem Vorstands-, später Aufsichtsratsvorsitzenden der Dresdner Bank, Carl Goetz, verbunden und in zahlreiche Arisierungsaktivitäten verstrickt. Dabei bereicherte Eberhardt sich selbst und seine Familie in erheblichem Maße, etwa im Falle der Arisierung der Flesch-Werke AG, bei der er und Goetz das Unternehmen weit unter Wert für je 100.000,- RM erwarben, um es zwei Jahre später mit 120 Prozent Gewinn an die Chemnitzer Firma Zschimmer & Schwarz zu verkaufen.
Eberhardt war ab 1934 Gauwirtschaftsberater der NSDAP im Gau Thüringen. Daneben hatte er in Thüringen folgende Ämter inne: Leiter des Gauamtes für den Vierjahresplan, Geschäftsführer der Fritz-Sauckel-Stiftung, Beauftragter für die „Arisierung“, Mitglied der Landesregierung, Vertreter Thüringens in Berlin, stellvertretender Vorsitzender der thüringischen Staatsbank und Vorsitzender der Gustloff-Stiftung. Außerdem war der Inhaber der Vereinigten Thüringischen Salinen OHG, mit Salinen in Stotternheim, Oberilm und Bad Salzungen, in verschiedenen Unternehmen vertreten, als Vorsitzender bei der Thüringischen Zellwolle AG in Schwarza, als  Aufsichtsratsmitglied bei der Hansa Mühle AG in Hamburg, der Braunkohlenwerke Bruckdorf AG, der NSU Werke AG in Neckarsulm, der Triumph Werke AG in Nürnberg, der Thüringischen Landeshypothekenbank und der Thüringischen Rohstoff AG in Weimar, als Beiratsmitglied der Dresdner Bank für Mitteldeutschland und bei der Alpha Lint GmbH.
Er starb 1939 bei einem Autounfall und wurde unter großer Teilnahme der thüringischen Wirtschaftsprominenz in einem Staatsbegräbnis in Belvedere bei Weimar bestattet.